# Steinweiler (Nattheim)
Steinweiler ist ein  Dorf im Landkreis Heidenheim in Baden-Württemberg. Es gehört zur Gemeinde Nattheim.

## Geographie
Steinweiler liegt direkt an der B 466 zwischen Nattheim und Neresheim auf der Hochfläche Härtsfeld im Osten der Schwäbischen Alb.
Städte und Dörfer in der Umgebung sind Neresheim, Auernheim, Nattheim und Kleinkuchen.

## Geschichte
Steinweiler wurde 1775 von Siedlern als Steinhauersiedlung erbaut, die den dort vorhandenen Kalkstein für den Bau des Klosters Neresheim benötigten.
In Steinweiler gibt es, neben einem Steinmetz, eine katholische Kapelle „Maria im Stein“, ein Feuerwehrhaus mit eigenem Fahrzeug und ein Bürgerhaus. Die Kinder gehen nach Auernheim in den Kindergarten und in die Grundschule. Die weiterführenden Schulen sind in Nattheim, Neresheim und Heidenheim.
Die Steinbrüche im Naturschutzgebiet sind  stillgelegt, das Gelände ist heute ein Ausflugsziel.

## Gemeindepartnerschaften
Steinweiler unterhält partnerschaftliche Beziehungen zur Gemeinde Steinweiler in Rheinland-Pfalz.